# Кёртис, Ричард
Ри́чард Уо́лли Э́нтони Кёртис (англ. Richard Whalley Anthony Curtis; род. 8 ноября 1956, Веллингтон) — британский кинорежиссёр

, сценарист, кинопродюсер, актёр и писатель, получивший Орден Британской империи и награждённый премиями BAFTA и Эмми. Лауреат гуманитарной премии Джина Хершолта, присуждаемой Американской академией кинематографических искусств и наук. Как сценарист и продюсер, в том числе исполнительный, он наиболее известен романтическими комедиями «Четыре свадьбы и одни похороны», «Ноттинг Хилл» и «Мистер Бин», как только сценарист — фильмами «Дневник Бриджит Джонс», телесериалами «Чёрная Гадюка» и «Мистер Бин», а как режиссёр — фильмами «Рок-волна», «Реальная любовь» и «Бойфренд из будущего» (две последние — его режиссёрские и одновременно сценарные работы).

## Биография
Кёртис родился в Веллингтоне, Новая Зеландия. Семья Ричарда на протяжении его детства жила в нескольких странах, таких как Швеция и Филиппины. Даже сейчас часть семьи живёт в Сиднее, Австралия. Сам же Кёртис с 11-летнего возраста живёт в Великобритании.

### Карьера
Первым крупным успехом Ричарда Кёртиса стала романтическая комедия 1994 года «Четыре свадьбы и одни похороны». В ней снимались Хью Грант и Энди Макдауэлл. Фильм был очень популярен, а Кёртис был номинирован на «Оскар» в категории «Лучший сюжет».
Следующим фильмом Кёртиса стал «Ноттинг Хилл», вышедший на экраны в 1999 году. В фильме снялись Хью Грант и Джулия Робертс. Это киноистория о владельце магазина путеводителей, влюбившемся в знаменитую киноактрису.
Затем последовала работа над сценарием для фильма «Дневник Бриджит Джонс», который вышел на экраны в 2001 году. Картина является адаптацией новеллы Хелен Филдинг, которую Кёртис знал и поэтому выступил в роли соавтора фильма.
Двумя годами позже Кёртис запустил в производство рождественскую романтическую комедию «Реальная любовь», при создании которой он былсценаристом и режиссёром. Эта картина стала его режиссёрским дебютом. В съёмках фильма участвовало множество знаменитых актёров, таких как Хью Грант, Кира Найтли, Алан Рикман, Эмма Томпсон, Лора Линни, Колин Фёрт, Лиам Нисон, а также талантливый молодой актёр — Томас Сангстер. Одной из особенностей фильма стали 9 сюжетных линий, которые удивительным образом переплетаются между собой.
Следующим фильмом, который получил признание публики, стала драма «Девушка из кафе», вышедшая на экраны в 2005 году. Главные роли в ней сыграли Билл Найи и Келли Макдональд. Фильм получил три премии Эмми.
В 2009 году вышел фильм «Рок-волна». В фильме снимались Билл Найи, Филип Сеймур Хоффман, Рис Иванс и Кеннет Брана.

### Компании
Ричард Кёртис является одним из основателей Comic Relief и Make Poverty History, а также организатором (вместе с Бобом Гелдофом) Live 8.

### Личная жизнь
Кёртис живёт в Ноттинг-Хилле вместе с Эммой Фрейд, теле- и радиоведущей, дочерью актрисы Джилл Фрейд и правнучкой Зигмунда Фрейда. У пары трое детей: дочь Рейчел и сыновья Джеймс и Чарли. У Кёртиса имеется усадьба в деревне Волберсвик, графство Саффолк.

## Фильмография
| Год       |   | Русское название               | Оригинальное название              | Роль                                        |
| --------- | - | ------------------------------ | ---------------------------------- | ------------------------------------------- |
| 1979—1982 | с | Не девятичасовые новости       | Not the Nine O'Clock News          | автор сценария                              |
| 1983—1989 | с | Чёрная Гадюка                  | Blackadder                         | автор сценария                              |
| 1984—1985 | с | Точная копия                   | Spitting Image                     | автор сценария                              |
| 1989      | ф | Верзила                        | The Tall Guy                       | автор сценария                              |
| 1990—1995 | с | Мистер Бин                     | Mr Bean                            | автор сценария                              |
| 1991      | ф | Бернард и джинн                | Bernard and the Genie              | автор сценария                              |
| 1994—2007 | с | Викарий из Дибли               | The Vicar of Dibley                | автор сценария / исполнительный продюсер    |
| 1994      | ф | Четыре свадьбы и одни похороны | Four Weddings and a Funeral        | автор сценария / продюсер                   |
| 1997      | ф | Мистер Бин                     | Bean                               | автор сценария / исполнительный продюсер    |
| 1999      | ф | Ноттинг Хилл                   | Notting Hill                       | автор сценария / продюсер                   |
| 1999—2007 | с | Робби — северный олень         | Robbie the Reindeer                | автор сценария                              |
| 2001      | ф | Дневник Бриджит Джонс          | Bridget Jones's Diary              | автор сценария                              |
| 2003      | ф | Реальная любовь                | Love Actually                      | режиссёр / автор сценария                   |
| 2004      | ф | Бриджит Джонс: Грани разумного | Bridget Jones: The Edge of Reason  | автор сценария                              |
| 2005      | ф | Девушка из кафе                | The Girl in the Café               | автор сценария / исполнительный продюсер    |
| 2007      | ф | Мистер Бин на отдыхе           | Mr. Bean's Holiday                 | исполнительный продюсер                     |
| 2007      | с | Катастрофа                     | Casualty                           | автор сценария (1 эпизод)                   |
| 2008      | с | Женское детективное агентство  | The No. 1 Ladies' Detective Agency | автор сценария / исполнительный продюсер    |
| 2009      | ф | Рок-волна                      | The Boat That Rocked               | режиссёр / автор сценария                   |
| 2010      | с | Доктор Кто                     | Doctor Who                         | автор сценария (1 эпизод, Винсент и Доктор) |
| 2011      | ф | Боевой конь                    | War Horse                          | автор сценария                              |
| 2013      | ф | Бойфренд из будущего           | About Time                         | режиссёр / автор сценария                   |
| 2013      | ф | Мэри и Марта                   | Mary and Martha                    | автор сценария                              |
| 2014      | ф | Свалка                         | Trash                              | автор сценария                              |
| 2014      | ф | «Ахап Ереч» Роальда Даля       | Roald Dahl's Esio Trot             | автор сценария                              |